# Nevin İnce
Nevin İnce (* 15. Januar 2004) ist eine türkische Sprinterin, die sich auf den 400-Meter-Lauf spezialisiert hat.

## Sportliche Laufbahn
Erste internationale Erfahrungen sammelte Nevin İnce im Jahr 2020, als sie bei den Balkan-Meisterschaften in Cluj-Napoca in 55,94 s die Bronzemedaille im 400-Meter-Lauf gewann. Im Jahr darauf erreichte sie bei den Balkan-Hallenmeisterschaften in Istanbul nach 55,98 s Rang acht und gewann mit der türkischen 4-mal-400-Meter-Staffel in 3:41,25 min die Silbermedaille. 2022 siegte sie in 55,69 s bei den U20-Balkan-Hallenmeisterschaften in Belgrad und sicherte sich mit der Staffel in 3:48,82 min die Silbermedaille. Kurz darauf wurde sie bei den Balkan-Hallenmeisterschaften in Istanbul in 55,66 s Siebte über 400 m und gewann in 3:46,99 min die Bronzemedaille mit der Staffel hinter den Teams aus Slowenien und Rumänien. Im Juni belegte sie bei den Freiluftmeisterschaften in Craiova in 56,27 s den achten Platz über 400 Meter.
2020 wurde İnce türkische Meisterin im 400-Meter-Lauf im Freien sowie 2022 in der Halle.

## Persönliche Bestleistungen
- 400 Meter: 54,60 s, 20. Mai 2022 in Caen
  - 400 Meter (Halle): 54,02 s, 28. Januar 2023 in Bursa (türkischer U20-Rekord)